# Маніту-Спрінгс (Колорадо)
Маніту-Спрінгс (англ. Manitou Springs) — місто (англ. city) в США, в окрузі Ель-Пасо штату Колорадо. Населення — 4858 осіб (2020).

## Географія
Маніту-Спрінгс розташований за координатами 38°51′27″ пн. ш. 104°54′45″ зх. д. / 38.85750° пн. ш. 104.91250° зх. д. (38.857602, -104.912429).  За даними Бюро перепису населення США в 2010 році місто мало площу 8,18 км², уся площа — суходіл.

### Клімат
| Клімат : Маніту-Спрінгс | Клімат : Маніту-Спрінгс | Клімат : Маніту-Спрінгс | Клімат : Маніту-Спрінгс | Клімат : Маніту-Спрінгс | Клімат : Маніту-Спрінгс | Клімат : Маніту-Спрінгс | Клімат : Маніту-Спрінгс | Клімат : Маніту-Спрінгс | Клімат : Маніту-Спрінгс | Клімат : Маніту-Спрінгс | Клімат : Маніту-Спрінгс | Клімат : Маніту-Спрінгс | Клімат : Маніту-Спрінгс |
| Показник                | Січ.                    | Лют.                    | Бер.                    | Квіт.                   | Трав.                   | Черв.                   | Лип.                    | Серп.                   | Вер.                    | Жовт.                   | Лист.                   | Груд.                   | Рік                     |
| Абсолютний максимум, °C | 22,8                    | 24,4                    | 27,2                    | 30,6                    | 34,4                    | 37,8                    | 37,8                    | 37,2                    | 34,4                    | 30,0                    | 25,6                    | 25,0                    | 37,8                    |
| Середній максимум, °C   | 6,1                     | 7,2                     | 11,1                    | 15,6                    | 20,6                    | 26,1                    | 29,4                    | 27,8                    | 23,9                    | 17,2                    | 10,6                    | 5,6                     | 16,8                    |
| Середній мінімум, °C    | −7,8                    | −6,7                    | −3,3                    | 0,6                     | 6,1                     | 10,6                    | 13,9                    | 13,3                    | 8,3                     | 2,2                     | −3,9                    | −7,8                    | 2,2                     |
| Абсолютний мінімум, °C  | −32,2                   | −32,8                   | −23,9                   | −19,4                   | −6,1                    | 0,0                     | 5,6                     | 3,9                     | −5,6                    | −15                     | −22,2                   | −31,1                   | −32,8                   |
| Норма опадів, мм        | 8                       | 9                       | 25                      | 36                      | 52                      | 64                      | 72                      | 85                      | 30                      | 21                      | 10                      | 9                       | 421                     |
| ----------------------- | ----------------------- | ----------------------- | ----------------------- | ----------------------- | ----------------------- | ----------------------- | ----------------------- | ----------------------- | ----------------------- | ----------------------- | ----------------------- | ----------------------- | ----------------------- |
| Джерело: Weather.com    |                         |                         |                         |                         |                         |                         |                         |                         |                         |                         |                         |                         |                         |

## Демографія
Згідно з переписом 2010 року, у місті мешкали 4992 особи в 2504 домогосподарствах у складі 1231 родини. Густота населення становила 611 особа/км².  Було 2796 помешкань (342/км²).
Расовий склад населення:
| - 93,7 % — білих - 1,0 % — чорних або афроамериканців - 0,9 % — азіатів - 0,4 % — корінних американців - 0,1 % — вихідців з тихоокеанських островів - 1,1 % — осіб інших рас |

До двох чи більше рас належало 2,8 %. Частка іспаномовних становила 5,0 % від усіх жителів.
За віковим діапазоном населення розподілялося таким чином: 16,5 % — особи молодші 18 років, 70,4 % — особи у віці 18—64 років, 13,1 % — особи у віці 65 років та старші. Медіана віку мешканця становила 45,9 року. На 100 осіб жіночої статі у місті припадало 97,1 чоловіків;  на 100 жінок у віці від 18 років та старших — 95,6 чоловіків також старших 18 років.
Середній дохід на одне домашнє господарство  становив 74 692 долари США (медіана — 49 139), а середній дохід на одну сім'ю — 89 373 долари (медіана — 84 333). Медіана доходів становила 58 889 доларів для чоловіків та 46 961 долар для жінок. За межею бідності перебувало 14,5 % осіб, у тому числі 27,6 % дітей у віці до 18 років та 8,5 % осіб у віці 65 років та старших.
Цивільне працевлаштоване населення становило 2781 осіб. Основні галузі зайнятості: освіта, охорона здоров'я та соціальна допомога — 26,1 %, науковці, спеціалісти, менеджери — 14,4 %, мистецтво, розваги та відпочинок — 13,0 %.